# Lycée professionnel
Pour les articles homonymes, voir LP.
En France, le lycée professionnel est un établissement d'enseignement secondaire qui propose, en complément des matières générales, un enseignement professionnel en relation avec des entreprises, afin d'acquérir des compétences, des connaissances et des savoir-faire dans un métier ou dans un corps de métiers. Les lycées professionnels sont souvent regroupés avec des centres de formation d'apprentis.
Les lycées professionnels dépendent pour certains du Ministère de l’Éducation nationale et pour d'autres du Ministère de l'Agriculture et du Ministère chargé de la mer.
En tant que lycée, chaque établissement prépare les élèves à un diplôme de baccalauréat intitulé baccalauréat professionnel.

## Histoire
Le décret no 59-57 du 6 janvier 1959 établit des « lycées classiques, modernes et techniques » ; les anciens collèges techniques et les écoles nationales professionnelles sont transformés en lycées techniques. En 1963, les petites classes des lycées sont supprimées et assimilées au primaire. En 1977 sont institués, par le décret no 76-1304 du 28 décembre 1976, les lycées d'enseignement professionnel, devenus lycées professionnels en 1985 par le décret no 85-1267 du 27 novembre. Les lycées généraux et les lycées techniques sont alors regroupés sous le nom de lycée d'enseignement général et technologique. Très souvent, les sections générales, technologiques et professionnelles de lycée coexistent dans ce qu'on appelle des lycées polyvalents (LPO). 
Les lycées professionnels ont été créés en 1985 pour faire suite aux lycées d'enseignement professionnels (LEP). En 1919, la création du CAP est mise en œuvre par la loi Astier. En 1967, il s'agit du brevet d'études professionnelles (BEP) et en 1976, les collèges d'enseignement technique (CET) qui deviendront par la suite les lycées d'enseignement Professionnel (LEP). 
En 1985, Jean-Pierre Chevènement, alors ministre de l'Éducation nationale lance le mot d'ordre : « 80 % d'une classe d'âge au baccalauréat », objectif repris de manière presque identique par son successeur, René Monory et repris par la loi d'orientation scolaire de 1989 de Lionel Jospin, alors ministre de l'Éducation nationale. S'ensuit une décennie de fort développement des lycées et des premiers cycles universitaires. L'innovation la plus marquante de la période est la création du baccalauréat professionnel en 1985. Il permet aux titulaires d'un BEP ou d'un CAP de compléter leurs études secondaires et même d'envisager des classes post-bac. De 1987 à 1995, le nombre de bacheliers passe de 300 000 à 500 000. 40 % de cet accroissement s'explique par le succès des bacs professionnels.
En 1985, la réforme du baccalauréat professionnel est mise en œuvre par une vaste réforme de l'enseignement professionnel qui institue un an plus tard, en 1986 pour remplacer le lycée d'enseignement professionnel, le Lycée Professionnel (LP), les classes de 4e et de 3e sont réintégrées au collège.
En 2009, Xavier Darcos, ministre de l'Éducation nationale, modifie l'organisation de l'enseignement professionnel. Dorénavant, les élèves sortant du collège intègrent directement une classe de seconde de baccalauréat professionnel. La formation des élèves pour obtenir le baccalauréat professionnel passe de 4 à 3 ans,.
En 2019, une autre réforme de la voie professionnelle, prévue par le projet de loi pour une école de la confiance, inclut des modifications importantes des programmes du lycée professionnel.
L'objectif énoncé dans le bulletin officiel est de former des citoyens éclairés et des professionnels capables de s’adapter à l’évolution des métiers.

## Différents secteurs professionnels
| Niv 4 Bac +0 17 |                                   | Baccalauréat général Arts, SES, SVT, HGGSP, Humanités, LCA, LLCE, Maths, PC, NSI, SVT, SITerminale générale |                                   | Baccalauréat technologique STAV, ST2S, STD2A, STMG, S2TMD, STI2D, STHR, STLTerminale technologique |                     | Baccalauréat professionnel Alimentaire, Vente, Beauté, Bâtiment, Santé, Design, Véhicules, NumériqueTerminale professionnelle | BMA                                   | BP                                    | CS5 CS4 CS3                           | BM                                    | BTM |
| Niv 3 16        | Première générale                 | Première technologique                                                                                      | Première professionnelle          | CAP 2e année                                                                                       | CAP 2e année        | CAP 2e année | CAP 2e année                          | CAP 2e année                          |                                       |                                       |     |
| 15              | Seconde générale et technologique | Seconde générale et technologique                                                                           | Seconde générale et technologique | Seconde professionnelle                                                                            | CAP 1re année       | CAP 1re année | CAP 1re année                         | CAP 1re année                         | CAP 1re année                         |                                       |     |
| RNCP Âge        | Lycée général                     | | Lycée technologique               | | Lycée professionnel | Centre de formation d'apprentis (CFA)                                                                                         | Centre de formation d'apprentis (CFA) | Centre de formation d'apprentis (CFA) | Centre de formation d'apprentis (CFA) | Centre de formation d'apprentis (CFA) |     |

### Lycée professionnel de l’Éducation nationale

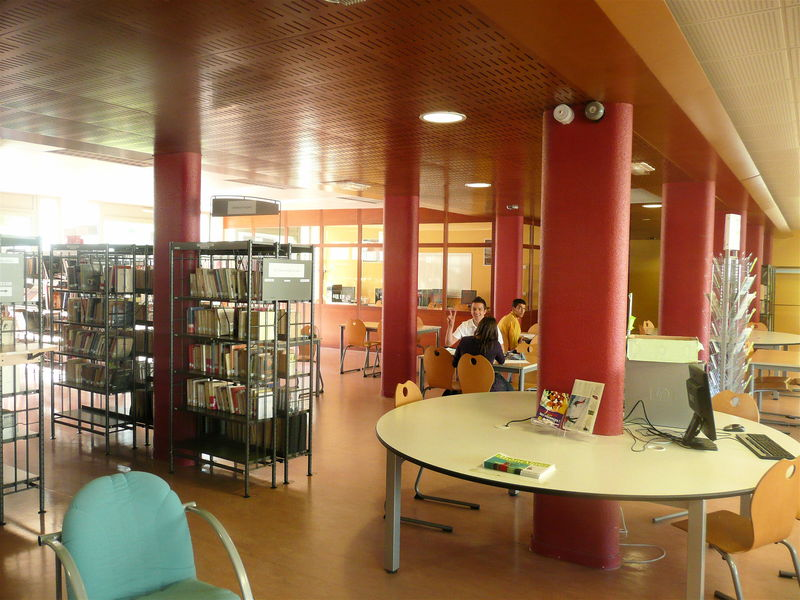
CDI du Lycée Claude Lebois dans la Loire.

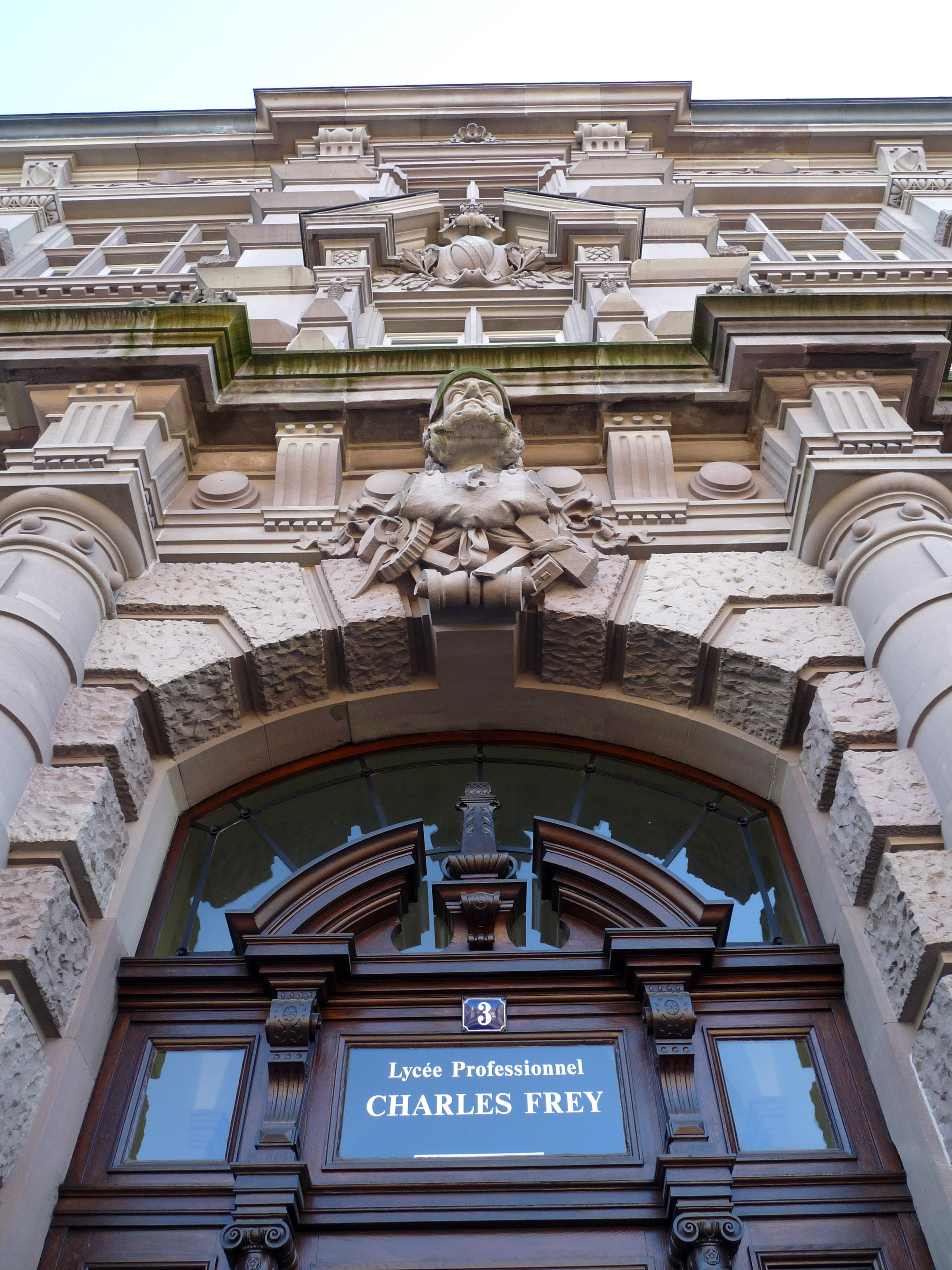
Le lycée professionnel Charles Frey à Strasbourg, dans le centre-ville.

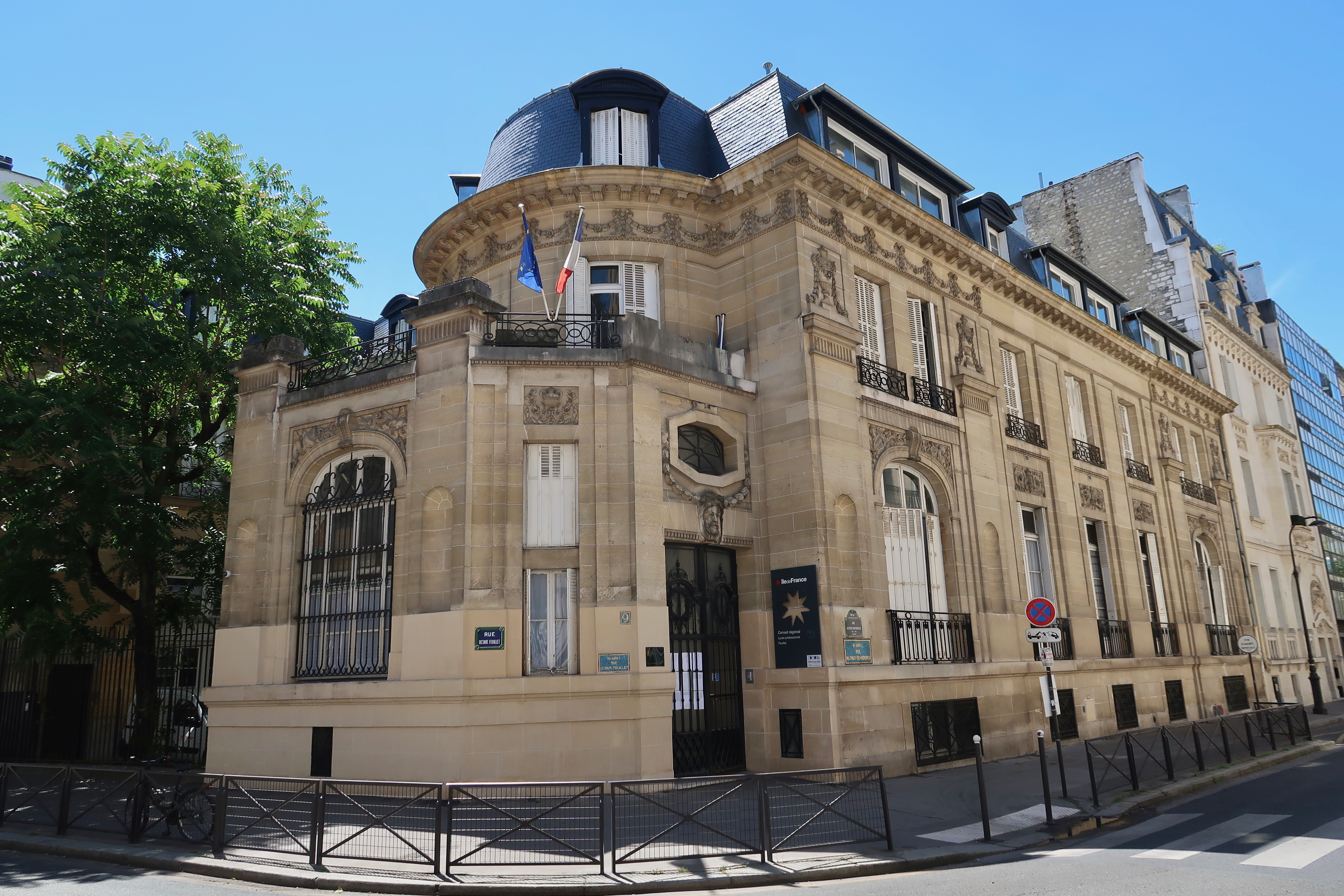
Lycée professionnel Octave-Feuillet.

Les lycées professionnels sont des établissements d'enseignement public dépendant du ministère de l'éducation nationale. Ils préparent plusieurs diplômes comme le baccalauréat professionnel (BAC), le certificat d'aptitude professionnelle (CAP), le brevet professionnel (BP), le brevet des métiers d'arts (BMA), le brevet de technicien supérieur (BTS), et enfin le certificat de spécialisation (mention complémentaire jusqu'en 2024).
Les enseignants des LP appartiennent très majoritairement au corps des professeurs de lycée professionnel (PLP). Les professeurs certifiés de documentation (professeurs documentalistes), et les professeurs d'EPS peuvent statutairement y être affectés. Il y a parfois également des professeurs certifiés en particulier de disciplines techniques et exceptionnellement quelques professeurs agrégés. Les LP sont dirigés par un proviseur parfois assisté d'un proviseur-adjoint et d'un directeur délégué aux formations professionnelles et technologiques (ex chef de travaux), chargé de gérer les enseignements professionnels et les stages en entreprise. 
En certificat d'aptitude professionnelle ainsi qu'en baccalauréat professionnel, il est prodigué des enseignements généraux : français, mathématiques, histoire-géographie-éducation civique et morale, LV1 et LV2 (pour les baccalauréats professionnels du secteur dit des « services » : anglais, espagnol, allemand, italien, portugais etc.), sciences physiques (pour les baccalauréats professionnels du secteur dit « de la production »), arts appliqués. Il y a aussi des cours d'économie droit ou d'économie gestion uniquement pour les baccalauréats professionnels. 
En outre, les enseignements professionnels varient d'un diplôme à l'autre suivant leur spécificité. Après un baccalauréat professionnel, les élèves peuvent s'inscrire en BTS ou suivre une année de certificat de spécialisation relative à leur formation lycéenne.
Le Conseil national d’évaluation du système scolaire (Cnesco) souligne qu'en France « les probabilités d’intégrer les filières de l’enseignement professionnel plutôt que [celles de] l’enseignement général restent très dépendantes de l’origine sociale et du niveau de formation des parents ». Ainsi, l'enseignement professionnel des lycées n’attire « qu’à peine plus d’un enfant de cadres et d’enseignants sur dix, soit 3,4 fois moins que ceux des employés, 5 fois moins que ceux des ouvriers qualifiés et 5,5 fois moins que ceux issus de familles d’ouvriers non qualifiés et d’inactifs ». 
Les lycées professionnels comptent en 2019, 643 800 élèves. Les effectifs sont en baisse continuelle depuis 1980 (807 900 élèves) de 0,6 % en moyenne par an, entrainant, sur la même période la fermeture de 839 établissements.

### Lycée professionnel maritime

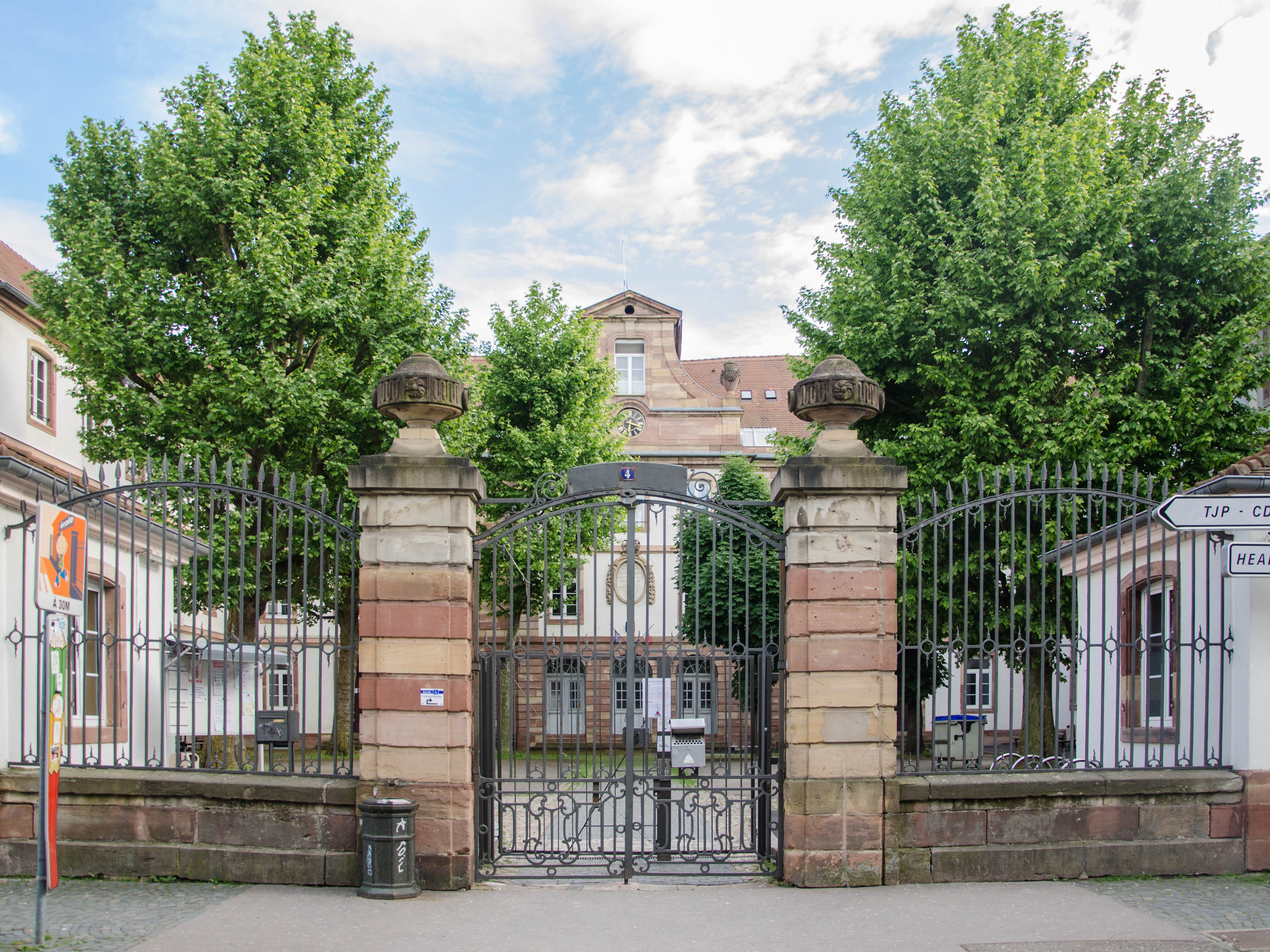
Lycée professionnel maritime Oberlin.

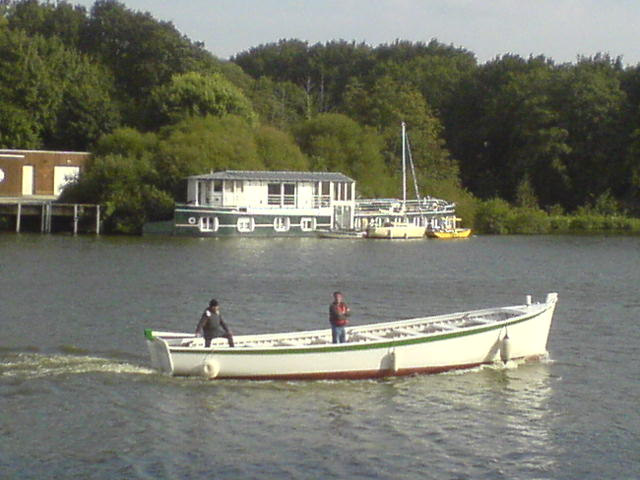
Bateau pédagogique du lycée maritime Jacques-Cassard.

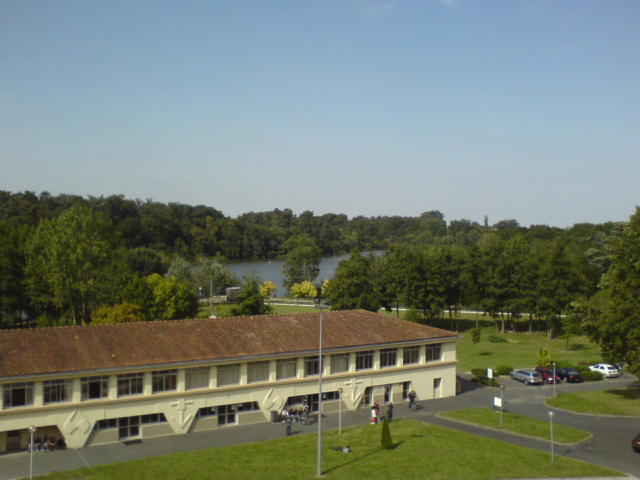
Photo du lycée professionnel maritime des Pays de la Loire à Nantes, prise depuis les ateliers.

Les lycées professionnels maritimes sont des établissements d'enseignement public dépendant du ministère chargé de la mer, où sont dispensées différentes formations maritimes et aquacoles. L'autorité académique est exercée par la direction interrégionale de la mer (DIRM) dont ils relèvent. 
En France, 12 lycées maritimes accueillent, selon les sites, chaque année, entre 100 et 250 élèves lycéens en formation initiale et entre 150 et 450 adultes en formation continue (professionnels du monde maritime, demandeurs d'emploi, reconversion professionnelle) ; un lycée professionnel privé propose des formations maritimes en Guadeloupe. L'enseignement maritime se divise en trois types de formations. La formation initiale (enseignée dans les lycées professionnels maritimes régionaux), la formation continue (enseignée dans les lycées professionnels maritimes régionaux et au CEFCM), la formation supérieure dispensée sur les sites de l'ENSM, anciennement ENMM.
- LPM de Boulogne-sur-Mer dans le Pas-de-Calais
- LPM Anita-Conti à Fécamp en Seine-Maritime
- LPMA (lycée professionnel maritime et aquacole) Daniel-Rigolet de Cherbourg
- LPM Florence Artaud à Saint-Malo
- LPM Pierre-Loti à Paimpol dans les Côtes-d'Armor
- LPM Guilvinec
- LPMA (lycée professionnel maritime et aquacole) Jacques de Thézac à Étel
- LPM Jacques-Cassard à Nantes
- Lycée régional d'enseignement maritime et acquacole de La Rochelle (LREMA)
- LPM de Ciboure
- LPM Paul-Bousquet à Sète
- LPMA Jacques-Faggianelli à Bastia
- Lycée professionnel Blanchet à Gourbeyre en Guadeloupe[11]

Jusqu'en 2008 les lycées maritimes français enseignaient des CAPM, des BEPM ainsi que des BAC pro. Cependant, la réforme engagée par le gouvernement et consistant en la mise en place de baccalauréats en trois ans dans le domaine professionnel n'épargnera pas le secteur maritime. En effet, dès la rentrée scolaire de septembre 2009, les BEPM et BAC pro actuels (préparés en deux ans) seront « fusionnés » pour former des bac pro en trois ans. Voici toutes les formations initiales qui seront enseignées dans les lycées professionnels maritimes français à partir de septembre 2009 :
Le LPM délivre le certificat d'aptitude professionnelle maritime (CAPM), le Baccalauréat professionnel, mais aussi le brevet de technicien supérieur maritime (BTSM)
- Le CAPM Matelot en 2 ans (formation polyvalente pont - machine) prépare les jeunes issus des classes de 3e au métier de matelot polyvalent. Le titulaire du CAPM matelot est appelé à occuper un poste relatif à la conduite du navire, aux activités de pêche, au traitement des captures, à l'entretien du navire et à la réparation des engins de pêche. La poursuite des études peut se faire par n'importe quel BEPM.

- Le CAPM Conchyliculture en 2 ans prépare les jeunes issus des classes de 5e aux activités de production d'huîtres et de coquillages, et à la préparation des produits en vue de leur commercialisation. La poursuite des études se fait généralement par le BEPM Cultures marines.

- Le BAC pro CGEM (Conduite & gestion des entreprises maritimes) option commerce/plaisance en 3 ans prépare les jeunes issus des classes de 3e aux métiers de matelot polyvalent et/ou de capitaine à bord des navires de jauge inférieure à 500 (UMS). Il existe une option pêche en 3 ans qui prépare les jeunes issus des classes de 3e au métier de marin pêcheur polyvalent et/ou de patron de pêche à bord des navires de jauge inférieure à 500 (UMS).
- Le BAC pro EMM (électromécanicien marine) en 3 ans prépare les jeunes issus des classes de 3e aux métiers d'électromécanicien et/ou de chef mécanicien à bord des navires.
- Le BAC pro CM (Cultures marines) en trois ans prépare les jeunes issus des classes de 3e aux métiers de conchyliculteur et/ou pisciculteur dans des exploitations conchylicoles.

- Le BTSM Maintenance des systèmes électro-navals a pour vocation de former des marins, techniciens supérieurs, opérationnels dans le domaine de la maintenance des systèmes électro-navals. Cette formation permet également l’accès à l’École nationale supérieure maritime et aux formations en vue de la délivrance des brevets de Chef de Quart Machine, second et chef mécanicien illimités.

- Le BTSM Pêche et gestion de l’environnement marin a pour vocation de former des marins, techniciens supérieurs, opérationnels dans les domaines de la pêche et de la gestion de l’environnement marin. Cette formation permet également l’accès à l’École nationale supérieure maritime et aux formations en vue de la délivrance des brevets de Chef de Quart Passerelle, brevet de capitaine 3000 et de capitaine de pêche.

### Lycée agricole

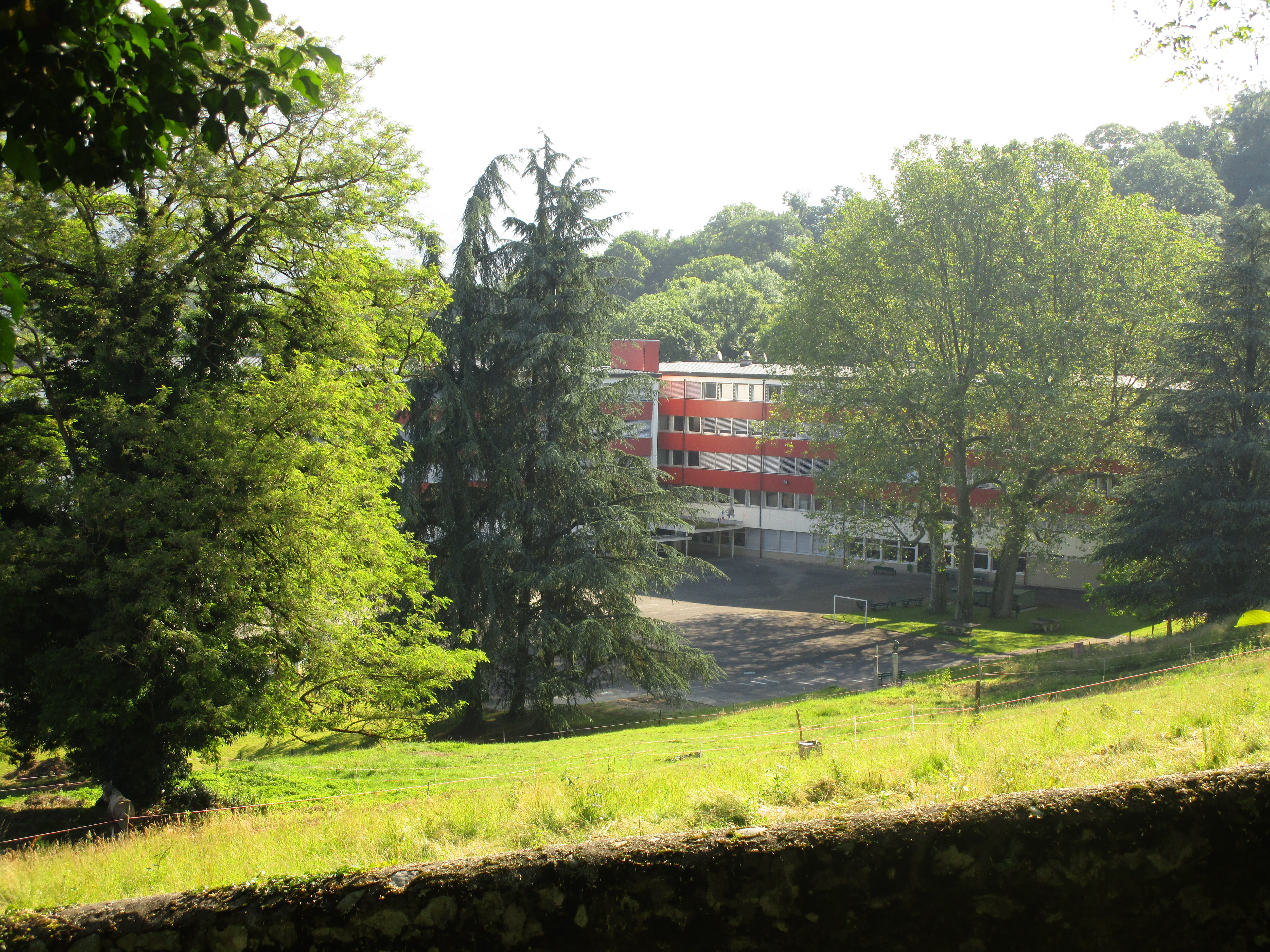
Lycée professionnel agricole de La Cardinière à Chambéry.

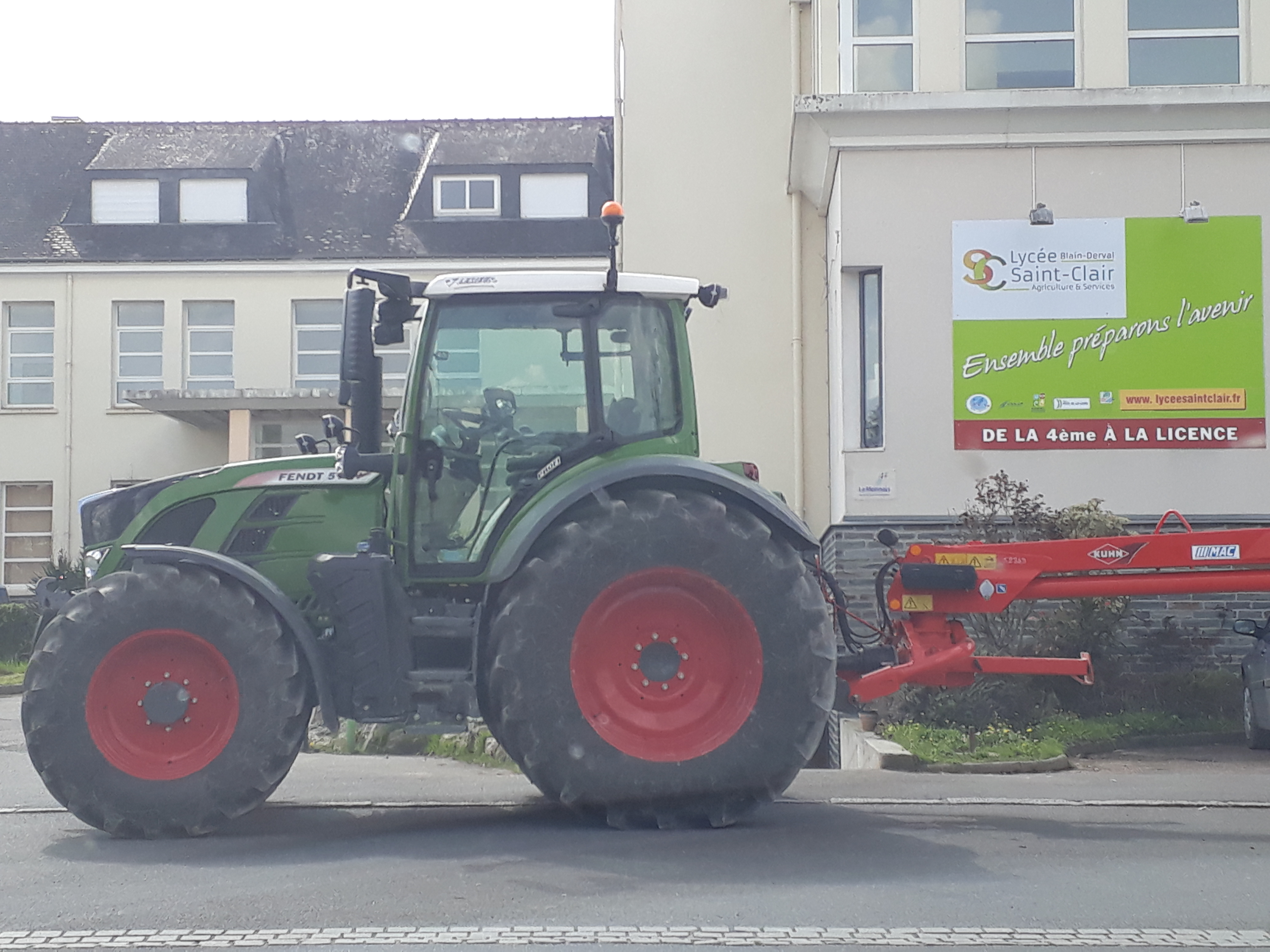
Lycée agricole à Derval (Loire-Atlantique).

L'enseignement agricole est donné dans les lycée agricoles, rattachés au ministère de l'Agriculture. Les lycées agricoles privés sont regroupés dans des réseaux : le CNEAP et l'UNREP. Il existe aussi des lycées spécialisés plus particulièrement dans l'horticulture, les lycées horticoles. Mais les lycées n'ont pas l'exclusivité de la formation, car les formations professionnelles des métiers de l'économie rurale sont aussi pris en charge par des centres de formation d'apprentis (CFA) et des maisons familiales rurales (MFR).
L'inscription en lycée agricole peut commencer dès la classe de quatrième du collège. L'ancien diplôme du BEPA (brevet d'études professionnelles agricole) a été supprimé en 2020.
La formation agricole permet de préparer les diplômes suivants :
- certificat d'aptitude professionnelle agricole (CAPA),
- baccalauréat professionnel,
- baccalauréat sciences et technologies de l'agronomie et du vivant (STAV),
- baccalauréat scientifique, spécialité Écologie, Agronomie et Territoires (EAT)

D'autres diplômes peuvent être obtenus en formation adulte ou en apprentissage :
- brevet professionnel agricole (BPA), diplôme de niveau 4 ;
- brevet professionnel (BP), diplôme de niveau 4 ;
- certificat de spécialisation agricole (CS), diplôme de niveau 4, 5 ou 6.

L'enseignement de l'horticulture est une filière très demandée. Le métier d'horticulteur devient de plus en plus exigeant et donc, les horticulteurs doivent être formés rigoureusement. La gamme variétale est telle qu'un horticulteur ne peut pas connaître toutes les plantes. L'enseignement horticole se base sur deux grands axes :
- la production de plantes d'ornement (arbustes, arbres, etc.) ;
- la production de plantes en floriculture (plantes annuelles, vivaces, etc.).

Cet enseignement de niveau bac+2 conduit aux brevets de technicien supérieur agricole (BTSA) semblables aux BTS de l'enseignement technique supérieur court. La note finale est calculée à partir des résultats des contrôles continus (CCF) et ceux obtenus en épreuve terminale. Les coefficients utilisés varient selon les examens.
Préparés principalement au sein des lycées agricoles, ces diplômes peuvent également être obtenus en alternance, dans un CFA agricole ou en formation pour adultes (Centre de formation professionnelle et de promotion agricoles). Ils sont accessibles aussi par la voie de la formation à distance (par correspondance) par l'intermédiaire d'un organisme de formation comme le Centre national d'enseignement à distance (CNED), Enaco, École chez soi, EDUCATEL, absformation, CNFDI, Cours Minerve, CERCA du groupe École supérieure des agricultures (Angers)… Les centres de formation à distance se distinguent en général par l'absence de numerus clausus et par la liberté d'organisation des apprentissages. Les formations à distance sont ouvertes aux étudiants, aux salariés, aux demandeurs d'emploi sans conditions d'âge. Les formations peuvent être prises en charge au titre des financements de la formation professionnelle continue. Ceux qui suivent ces formations peuvent ensuite s'inscrire au rectorat (individuellement ou par l'intermédiaire de l'établissement) lors de la deuxième année pour passer l'examen. La validation des acquis peut permettre, pour certaines formations, d'obtenir des dispenses d'épreuves selon les acquis académiques (cas des personnes déjà titulaires d'un BTS, DUT, DEUG, DEUST, L2 ou classes préparatoires aux grandes écoles) ou du parcours antérieur.

### Lycée des métiers (depuis 2000)
Certains lycées professionnels sont appelés « lycées des métiers » à la suite de la réforme Mélenchon de 2000, alors ministre délégué à l'Enseignement professionnel. Le lycée des métiers est un établissement dont l’identité est dressée autour d’un ensemble homogène de métiers d’un même secteur professionnel (métiers de la vente, de l’hôtellerie, de l’automobile...), de métiers semblables (habillement, industrie textile, art textile et mode...) ou complémentaires (métiers de la mer). Il présente la particularité de proposer des formations à des publics aux statuts différents : élèves (formation initiale), apprentis (formation par alternance) ou stagiaires (formation continue), validation des acquis de l'expérience.
Le label a d'abord été institué par une simple circulaire du ministère de l'Éducation nationale. Ensuite, pour une meilleure sécurité juridique de l'appellation, elle a été précisée par le décret no 2005-1394 du 10 novembre 2005, désormais codifié aux articles D. 335-1 à D. 335-4 du code de l'éducation. Les « lycées des métiers » constituent ainsi une voie d'excellence qui peut mener jusqu'à des diplômes de grade licence (trois ans après le baccalauréat). Le label « lycée des métiers » est complété par la description des compétences reconnues, par exemple « gestion de l’entreprise » pour un établissement qui propose un ensemble complet de formations tertiaires en gestion.
Ils préparent à une gamme diverse de diplômes et de titres technologiques et professionnels. En lycée professionnel : certificat d'aptitude professionnelle, brevet d'études professionnelles, baccalauréat professionnel. En lycée technique : baccalauréat technologique, brevet de technicien supérieur, licence professionnelle, classes préparatoires option technologique, classes préparatoires au Diplôme de comptabilité et de gestion.
Les « lycées des métiers » améliorent leur insertion géographique et professionnelle en développant des relations étroites avec le monde professionnel et les partenaires locaux. Le label est accordé par le recteur d'académie, pour une durée de cinq ans, après consultation du groupe académique « lycée des métiers ».